# Avanpost uman
Avanpostul uman se referă la un avanpost uman, așezări umane sau colonii umane care sunt create în medii artificiale controlate, adaptate habitatului  uman, cu  sisteme politice proprii de guvernare, situate în medii total inospitaliere pentru om, cum ar fi cele din profunzimea oceanelor, pe orbita Pământului  sau în spațiul cosmic, pe Lună, Marte sau în alte locații din  sistemul nostru solar, galaxie, precum și dincolo de ea.